# Bảo tàng Stutthof ở Sztutowo
Bảo tàng Stutthof ở Sztutowo (tiếng Ba Lan: Muzeum Stutthof w Sztutowie) là một bảo tàng tọa lạc tại số 6 Phố Muzealna, 82-110 Sztutowo, huyện Nowodworski, tỉnh Pomorskie, Ba Lan. 

## Lịch sử hình thành
Bảo tàng Stutthof ở Sztutowo được thành lập vào ngày 12 tháng 3 năm 1962 theo nghị quyết của Đoàn Chủ tịch Hội đồng Quốc gia tỉnh ở Gdańsk. Sự ra đời của Bảo tàng là thành quả nỗ lực của những người từng là tù nhân trong trại tập trung Stutthof. 
Bảo tàng là đơn vị trực thuộc Bộ trưởng Bộ Văn hóa và Di sản Quốc gia (Ba Lan). Từ ngày 16 tháng 12 năm 2015, Bảo tàng Stutthof được Chi nhánh Bảo tàng Piaśnica ở Wejherowo điều hành, và từ ngày 23 tháng 4 năm 2018, tên đầy đủ của Bảo tàng là "Bảo tàng Stutthof ở Sztutowo. Trại tập trung và trại tử thần Đức Quốc xã (1939-1945)".

## Triển lãm
Bảo tàng Stutthof ở Sztutowo được tổ chức trên một phần của khu trại tập trung cũ (khoảng 20 ha). Các di tích quan trọng nhất bao gồm: trại cũ được bảo tồn một phần, phòng hơi ngạt, trụ sở chính, nhà để xe, vườn rau và nhà kính. Bảo tàng đã thu thập một bộ sưu tập tài liệu lưu trữ phong phú. Trong khuôn viên của Bảo tàng có một cuộc triển lãm thường trực. Ngoài ra, Bảo tàng còn tổ chức các cuộc triển lãm tạm thời.
Năm 2017, Bảo tàng Stutthof ở Sztutowo đón gần 107.000 khách tham quan (tăng khoảng 8% so với năm 2016), trong đó 12-15% là du khách nước ngoài.